# Gaspar Rosés
Gaspar Rosés y Arús fue un abogado, dirigente deportivo y político catalanista español.

## Biografía
Rosés nació en el seno de una familia de hacendados de Les Corts de Sarrià, municipio agrícola del llano de Barcelona que en 1897 fue anexionado a la capital. Con la urbanización de los antiguos terrenos agrícolas, Rosés fue presidente de la Asociación de Propietarios del Ensanche de las Corts.
Políticamente vinculado a la Lliga Regionalista, en 1914 fue nombrado tercer teniente de alcalde del Ayuntamiento de Barcelona. Por el mismo partido fue elegido diputado en el Congreso por el distrito de Arenys de Mar, en las elecciones generales de 1918. Ese mismo año fue uno de los fundadores y mecenas de la Editorial Catalana SA, junto a otros destacados miembros de la Lliga como Cambó, Prat de la Riba, Puig i Cadafalch o Gustavo Gili.
Gran aficionado al fútbol, presidió el FC Barcelona durante tres etapas: entre 1916 y 1917, de 1920 a 1921 y de 1930 a 1931. Fue también presidente de la Federación Catalana de Fútbol.